# جعفر نمیری
جعفر محمد النُمیری (۱ ژانویه ۱۹۳۰ – ۳۰ مه ۲۰۰۹)، که در متن‌های فارسی به جعفر نُمیری معروف است، از ۱۹۶۹ تا ۱۹۸۵ رئیس‌جمهور سودان بود.

## زندگینامه
او در ام درمان به دنیا آمد. پدر بزرگش از رئیسان قبیله در دنقلا در ایالت شمالی سودان و پدرش پستچی بود. در ۱۹۵۲ از دانشکده افسری سودان فارغ‌التحصیل شد. در آن دوره زیر نفوذ افکار جمال عبدالناصر بود. در ۱۹۶۶ از دانشکده فرماندهی ارتش آمریکا در فورت لونورت در ایالت کانزاس فارغ‌التحصیل شد.
در سال ۱۹۶۹ او و چهار افسر دیگر در کودتایی حکومت بابکر عوض الله را برانداختند. نمیری مقام نخست‌وزیری و ریاست شورای فرماندهی انقلاب را به عهده گرفت. او بانک‌ها را ملی کرد و به اصلاحات ارضی دست زد.
در دهه ۱۹۷۰ چند قرارداد سرمایه‌گذاری با فرانسه و مصر و هلند و سوئیس منعقد کرد و با پس دادن مالکیت بانک‌ها به تدریج به سیاست نزدیکی با غرب روآورد. در ۱۹۷۰ کودتای صادق المهدی را شکست داد. در ۱۹۷۱ قرارداد آدیس آبابا را امضا کرد که بر پایه آن ایالت‌های نامسلمان جنوب سودان خودمختار می‌شد. این قرارداد به چند سال جنگ داخلی در سودان پایان داد. در ۱۹۷۹ به ریاست سازمان وحدت افریقا رسید.
در ۱۹۷۵ تلاش افسران کمونیست سودانی برای کودتا را شکست داد. در ۱۹۷۶ بر حمله چند هزار نفر از نیروهای صادق المهدی که از لیبی و با حمایت معمر قذافی به خارطوم حمله کردند پیروز شد. در این نبردها حدود ۳٬۰۰۰ نفر کشته شدند.
در ۱۹۷۵ با صادق المهدی و دیگر سران مخالفان به توافقی رسید. این توافق به نارضایتی ایالت‌های جنوب منجر شد.

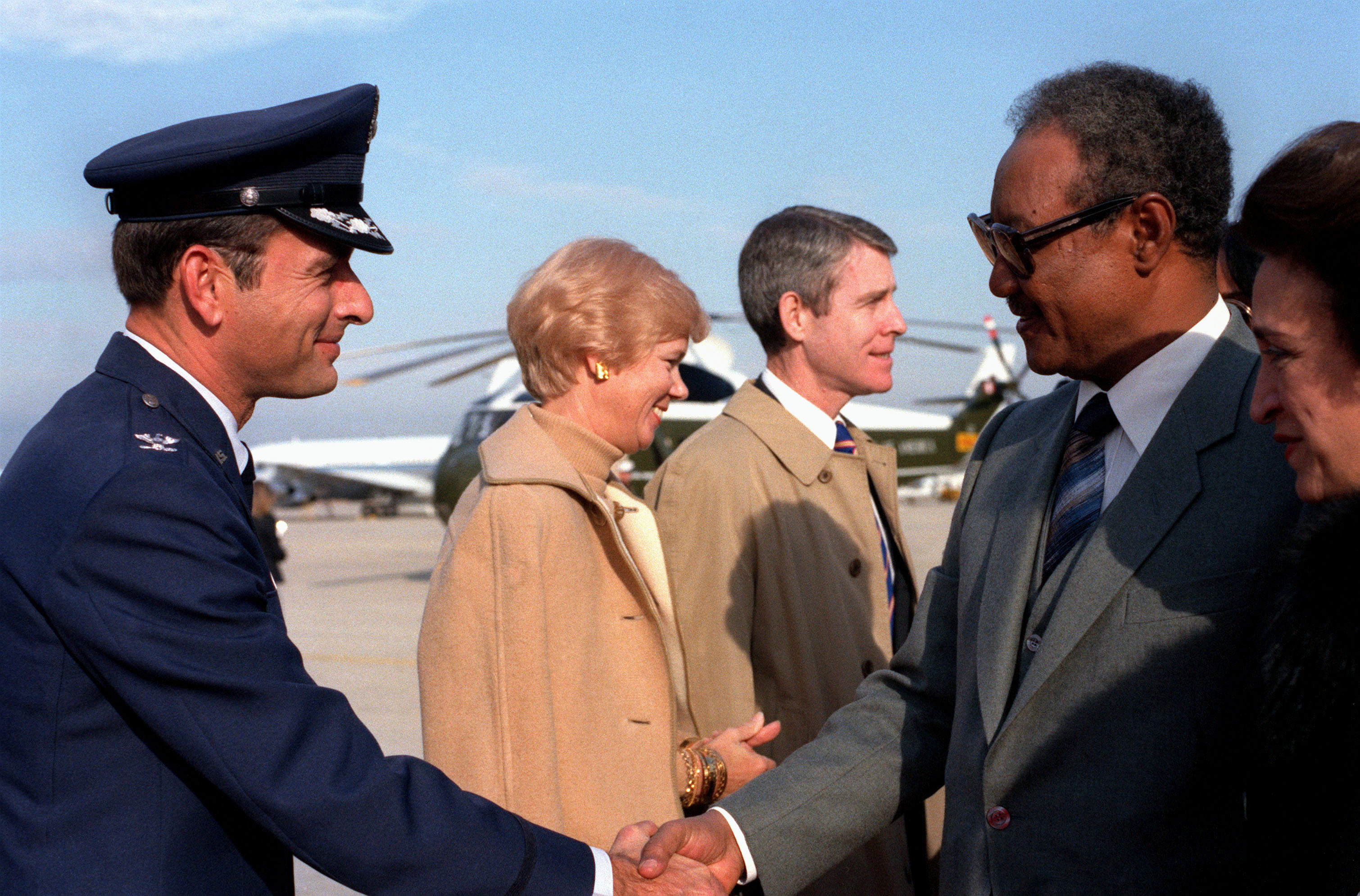

در ۱۹۸۱ نمیری به اخوان المسلمین نزدیک شد و به اسلامی کردن سیاست‌های سودان رو آورد و در ۱۹۸۳ «شریعت» را اساس قوانین سودان اعلام کرد. این اقدامات با مخالفت شدید ایالت‌های جنوبی سودان رویرو شد. او بر خلاف قرارداد آدیس آبابا دولت خودمختار جنوب سودان را منحل اعلام کرد که این امر به شروع دوباره جنگ داخلی سودان انجامید.
در ۱۹۸۵، هنگامی که نمیری در سفری رسمی به آمریکا برای جلب کمک‌های مالی به سر می‌برد دولت او با کودتایی سرنگون شد. رهبری این کودتا را ژنرال عبدالرحمن سوار الذهب وزیر دفاع نمیری به عهده داشت. در انتخاباتی که از پی آن برگزار شد صادق المهدی به نخست وزیری سودان رسید.
نمیری تا سال ۱۹۹۹ در نزدیکی قاهره در تبعید به سر برد. در آن سال به سودان بازگشت و با استقبال پر شوری روبرو شد. در سال بعد در انتخاباتی در مقابل عمر البشیر شرکت کرد و شکست خورد.
جعفر نمیری در ۳۰ مه ۲۰۰۹ در سن ۷۹ سالگی در خانه خود در ام درمان به مرگ طبیعی درگذشت.